# Stylissa massa
Stylissa massa är en svampdjursart som först beskrevs av Carter 1887. Stylissa massa ingår i släktet Stylissa och familjen Dictyonellidae.
Artens utbredningsområde är Myanmar. Inga underarter finns listade i Catalogue of Life.